# Conioscinella alpicola
Conioscinella alpicola är en tvåvingeart som först beskrevs av Gabriel Strobl 1893.  Conioscinella alpicola ingår i släktet Conioscinella och familjen fritflugor. Inga underarter finns listade i Catalogue of Life.